# Beguené
Beguené is een gemeente (commune) in de regio Ségou in Mali. De gemeente telt 11.900 inwoners (2009).
De gemeente bestaat uit de volgende plaatsen:
- Beguené
- Dakoumana
- Diébougou
- Kombré
- N'Gonina
- Pingala
- Zankouna
- Zombougou